# 15 miljoen mensen
15 miljoen mensen is een nummer van Fluitsma & Van Tijn, met tekst van reclamemaker Frank Pels dat oorspronkelijk was bedoeld voor een reclamespot voor de Postbank N.V. Fluitsma & Van Tijn werd gevraagd de muziek bij de tekst te verzorgen, maar de door Fluitsma ingezongen demo werd gebruikt in de reclame en groeide uit tot een hit. De reclame met bekende en minder bekende Nederlanders, onder wie Herman Brood en Bettine Vriesekoop, verwierf in Nederland grote bekendheid. Mede door de muziek sloeg dit zo goed aan dat het op single verscheen. Uiteindelijk werd het een nummer 1-hit in de Nederlandse Top 40.
De melodie werd in 2003 gebruikt in het nummer 5 jaar (en nog lang niet klaar) van de omroep BNN en in 2013 voor het lied Koningin van alle mensen ter ere van de Nederlandse koningin Beatrix.

## Hitnoteringen

### Nederlandse Top 40
| Hitnotering: 03-02-1996 t/m 27-04-1996 | Hitnotering: 03-02-1996 t/m 27-04-1996 | Hitnotering: 03-02-1996 t/m 27-04-1996 | Hitnotering: 03-02-1996 t/m 27-04-1996 | Hitnotering: 03-02-1996 t/m 27-04-1996 | Hitnotering: 03-02-1996 t/m 27-04-1996 | Hitnotering: 03-02-1996 t/m 27-04-1996 | Hitnotering: 03-02-1996 t/m 27-04-1996 | Hitnotering: 03-02-1996 t/m 27-04-1996 | Hitnotering: 03-02-1996 t/m 27-04-1996 | Hitnotering: 03-02-1996 t/m 27-04-1996 | Hitnotering: 03-02-1996 t/m 27-04-1996 | Hitnotering: 03-02-1996 t/m 27-04-1996 | Hitnotering: 03-02-1996 t/m 27-04-1996 | Hitnotering: 03-02-1996 t/m 27-04-1996 |
| Week                                   | 1                                      | 2                                      | 3                                      | 4                                      | 5                                      | 6                                      | 7                                      | 8                                      | 9                                      | 10                                     | 11                                     | 12                                     | 13                                     |                                        |
| -------------------------------------- | -------------------------------------- | -------------------------------------- | -------------------------------------- | -------------------------------------- | -------------------------------------- | -------------------------------------- | -------------------------------------- | -------------------------------------- | -------------------------------------- | -------------------------------------- | -------------------------------------- | -------------------------------------- | -------------------------------------- | -------------------------------------- |
| Nummer                                 | 27                                     | 2                                      | 1                                      | 1                                      | 2                                      | 2                                      | 4                                      | 7                                      | 16                                     | 20                                     | 22                                     | 27                                     | 28                                     | uit                                    |

### NederlandseSingle Top 100
| Hitnotering 03-02-1996 t/m 11-05-1996 | Hitnotering 03-02-1996 t/m 11-05-1996 | Hitnotering 03-02-1996 t/m 11-05-1996 | Hitnotering 03-02-1996 t/m 11-05-1996 | Hitnotering 03-02-1996 t/m 11-05-1996 | Hitnotering 03-02-1996 t/m 11-05-1996 | Hitnotering 03-02-1996 t/m 11-05-1996 | Hitnotering 03-02-1996 t/m 11-05-1996 | Hitnotering 03-02-1996 t/m 11-05-1996 | Hitnotering 03-02-1996 t/m 11-05-1996 | Hitnotering 03-02-1996 t/m 11-05-1996 | Hitnotering 03-02-1996 t/m 11-05-1996 | Hitnotering 03-02-1996 t/m 11-05-1996 | Hitnotering 03-02-1996 t/m 11-05-1996 | Hitnotering 03-02-1996 t/m 11-05-1996 | Hitnotering 03-02-1996 t/m 11-05-1996 | Hitnotering 03-02-1996 t/m 11-05-1996 |
| Week                                  | 1                                     | 2                                     | 3                                     | 4                                     | 5                                     | 6                                     | 7                                     | 8                                     | 9                                     | 10                                    | 11                                    | 12                                    | 13                                    | 14                                    | 15                                    |                                       |
| ------------------------------------- | ------------------------------------- | ------------------------------------- | ------------------------------------- | ------------------------------------- | ------------------------------------- | ------------------------------------- | ------------------------------------- | ------------------------------------- | ------------------------------------- | ------------------------------------- | ------------------------------------- | ------------------------------------- | ------------------------------------- | ------------------------------------- | ------------------------------------- | ------------------------------------- |
| Nummer                                | 34                                    | 4                                     | 1                                     | 1                                     | 2                                     | 2                                     | 2                                     | 5                                     | 12                                    | 16                                    | 18                                    | 26                                    | 29                                    | 32                                    | 43                                    | uit                                   |

### NPO Radio 2 Top 2000
| Nummer met noteringen in de NPO Radio 2 Top 2000 | '99 | '00 | '01  | '02  | '03  | '04  | '05  | '06  | '07  | '08  | '09 | '10  | '11  | '12 | '13  | '14-'17 | '18  |
| ------------------------------------------------ | --- | --- | ---- | ---- | ---- | ---- | ---- | ---- | ---- | ---- | --- | ---- | ---- | --- | ---- | ------- | ---- |
| 15 miljoen mensen                                | 572 | -   | 1316 | 1117 | 1051 | 1419 | 1384 | 1448 | 1545 | 1393 | -   | 1965 | 1848 | 791 | 1558 | -       | 1843 |

1. ↑  Een '-' betekent dat het nummer niet was genoteerd en een vetgedrukt getal geeft de hoogste notering aan.
2. ↑  Deze tabel is bijgewerkt tot en met de laatste editie (2024).

## 17 miljoen mensen
Op 20 maart 2020 maakte Davina Michelle samen met Snelle een nieuwe versie met als titel 17 miljoen mensen, vanwege de uitbraak van het nieuwe coronavirus. Snelle schreef het nummer als eerbetoon aan alle mensen die helpen in de strijd tegen het virus. Davina Michelle zou oorspronkelijk in het Rotterdam Ahoy optreden, maar na de uitbraak van het virus, waardoor mensen zoveel mogelijk thuis moesten blijven, besloot Davina Michelle op te treden in een leeg Rotterdam Ahoy. Tijdens een van deze optredens brachten Davina Michelle en Snelle samen het nummer ten gehore, wat ook werd uitgezonden op de radio. Het nummer was in april en mei 2020 ook regelmatig te horen op SBS6 voorafgaand aan de reclameblokken. Hierbij werden boodschappen getoond die door de mensen zelf met stoepkrijt op de grond waren getekend en met een drone waren gefilmd. Net als bij het origineel kwam hierna een groot aantal verzoeken om dit nummer als single uit te brengen, en dat gebeurde een aantal dagen later. Een week later behaalde 17 miljoen mensen de nummer 1-positie in de Nederlandse Single Top 100 en een week later behaalde het ook de eerste plek in de Nederlandse Top 40. Hiermee is het nummer, met een duur van één minuut en 47 seconden, de kortste nummer 1-hit ooit in de Top 40.

### Hitnoteringen

#### Nederlandse Top 40
| Hitnotering: 27-03-2020 t/m 13-06-2020 | Hitnotering: 27-03-2020 t/m 13-06-2020 | Hitnotering: 27-03-2020 t/m 13-06-2020 | Hitnotering: 27-03-2020 t/m 13-06-2020 | Hitnotering: 27-03-2020 t/m 13-06-2020 | Hitnotering: 27-03-2020 t/m 13-06-2020 | Hitnotering: 27-03-2020 t/m 13-06-2020 | Hitnotering: 27-03-2020 t/m 13-06-2020 | Hitnotering: 27-03-2020 t/m 13-06-2020 | Hitnotering: 27-03-2020 t/m 13-06-2020 | Hitnotering: 27-03-2020 t/m 13-06-2020 | Hitnotering: 27-03-2020 t/m 13-06-2020 | Hitnotering: 27-03-2020 t/m 13-06-2020 | Hitnotering: 27-03-2020 t/m 13-06-2020 |
| Week                                   | 1                                      | 2                                      | 3                                      | 4                                      | 5                                      | 6                                      | 7                                      | 8                                      | 9                                      | 10                                     | 11                                     | 12                                     |                                        |
| -------------------------------------- | -------------------------------------- | -------------------------------------- | -------------------------------------- | -------------------------------------- | -------------------------------------- | -------------------------------------- | -------------------------------------- | -------------------------------------- | -------------------------------------- | -------------------------------------- | -------------------------------------- | -------------------------------------- | -------------------------------------- |
| Nummer                                 | 24                                     | 1                                      | 1                                      | 1                                      | 1                                      | 2                                      | 4                                      | 6                                      | 11                                     | 16                                     | 30                                     | 40                                     | uit                                    |

#### Nederlandse Single Top 100
| Hitnotering: 27-03-2020 t/m 01-08-2020 | Hitnotering: 27-03-2020 t/m 01-08-2020 | Hitnotering: 27-03-2020 t/m 01-08-2020 | Hitnotering: 27-03-2020 t/m 01-08-2020 | Hitnotering: 27-03-2020 t/m 01-08-2020 | Hitnotering: 27-03-2020 t/m 01-08-2020 | Hitnotering: 27-03-2020 t/m 01-08-2020 | Hitnotering: 27-03-2020 t/m 01-08-2020 | Hitnotering: 27-03-2020 t/m 01-08-2020 | Hitnotering: 27-03-2020 t/m 01-08-2020 | Hitnotering: 27-03-2020 t/m 01-08-2020 | Hitnotering: 27-03-2020 t/m 01-08-2020 | Hitnotering: 27-03-2020 t/m 01-08-2020 | Hitnotering: 27-03-2020 t/m 01-08-2020 | Hitnotering: 27-03-2020 t/m 01-08-2020 | Hitnotering: 27-03-2020 t/m 01-08-2020 | Hitnotering: 27-03-2020 t/m 01-08-2020 | Hitnotering: 27-03-2020 t/m 01-08-2020 | Hitnotering: 27-03-2020 t/m 01-08-2020 | Hitnotering: 27-03-2020 t/m 01-08-2020 | Hitnotering: 27-03-2020 t/m 01-08-2020 |
| Week                                   | 1                                      | 2                                      | 3                                      | 4                                      | 5                                      | 6                                      | 7                                      | 8                                      | 9                                      | 10                                     | 11                                     | 12                                     | 13                                     | 14                                     | 15                                     | 16                                     | 17                                     | 18                                     | 19                                     |                                        |
| -------------------------------------- | -------------------------------------- | -------------------------------------- | -------------------------------------- | -------------------------------------- | -------------------------------------- | -------------------------------------- | -------------------------------------- | -------------------------------------- | -------------------------------------- | -------------------------------------- | -------------------------------------- | -------------------------------------- | -------------------------------------- | -------------------------------------- | -------------------------------------- | -------------------------------------- | -------------------------------------- | -------------------------------------- | -------------------------------------- | -------------------------------------- |
| Nummer                                 | 1                                      | 1                                      | 1                                      | 1                                      | 1                                      | 2                                      | 4                                      | 6                                      | 8                                      | 12                                     | 18                                     | 23                                     | 31                                     | 44                                     | 58                                     | 67                                     | 75                                     | 86                                     | 96                                     | uit                                    |

#### NPO Radio 2 Top 2000
17 miljoen mensen stond alleen in 2021 in de NPO Radio 2 Top 2000, op plek 1003.

## 18 miljoen mensen
Op 16 februari 2024 maakte Edwin Evers tijdens de derde aflevering van zijn nieuwe show Evers & Co op Radio 538 wederom een nieuwe versie met als titel 18 miljoen mensen. In deze versie beschreef hij wat er allemaal in de afgelopen jaren was gebeurd.